# Nissan Serena
Der Nissan Serena ist ein Van des japanischen Automobilherstellers Nissan, der seit 1991 produziert wird. Er löste im Modellangebot den Nissan Vanette C22 ab, der noch parallel bis 1993 beziehungsweise 1994 in Japan und Europa angeboten wurde.
In Europa wurde nur die erste Generation C23 des Serena angeboten. Von 1992 bis 2001 wurde der Serena C23 in Spanien bei Nissan Motor Ibérica für den europäischen Markt produziert. Im Modellangebot von Nissan Europa ersetzte einerseits der ab 2000 gebaute Kompaktvan Nissan Almera Tino und andererseits der ab 2002 angebotene Nissan Primastar den Serena C23. Einen direkt vergleichbaren Nachfolger gab es erst ab 2011 mit dem Nissan Evalia.
Zwischen 2007 und 2022 wurde von Suzuki der baugleiche Landy in drei Generationen auf Basis des Serena angeboten. Die fünfte Landy-Generation basiert seit 2022 auf dem Toyota Noah.

## Serena C23 (1991–2001)
Der Serena C23 wurde der Weltöffentlichkeit 1989 auf der Tokyo Motor Show präsentiert und ab Juni 1991 in Japan verkauft. 1992 startete die Produktion und der Verkauf in Europa.
Für den C23 standen zwei Ottomotoren zur Auswahl: mit 1,6 Liter Hubraum einer Leistung von 74, in Europa 71 kW (100 und 96 PS) und 2,0 Liter mit 96 kW (130 PS). Der ebenfalls angebotene Dieselmotor mit 2,0 Litern Hubraum leistet 55 kW (75 PS) in Europa und mit Turbolader und Ladeluftkühler 67 und 71 kW und (91 und 97 PS) in Japan. Die Motoren sitzen hinter der Vorderachse unterhalb des Fahrer- und Beifahrersitzes und treiben über ein Fünfganggetriebe und eine Kardanwelle die Hinterräder an, die von einer Starrachse an Blattfedern geführt werden. Die Vorderräder sind einzeln an MacPherson-Federbeinen und Querlenkern aufgehängt. In Japan gab es den C23 auch mit Allradantrieb, aber nicht in Nordamerika und Europa. Ein Automatikgetriebe mit vier Gängen war in Japan und Nordamerika für alle Versionen verfügbar.
In Japan wurde die Produktion der Baureihe C23 im Jahr 1998 eingestellt und der Nissan Liberty als Nachfolger eingeführt. In Europa produzierte Nissan den Serena C23 vorerst weiter. Er erhielt 1998 eine Modellpflege und es gab nun auch wahlweise ein Automatikgetriebe für die Ottomotoren. Im September 2001 wurde die Produktion in Europa schließlich eingestellt, einen direkten Nachfolger gab es auf diesem Markt nicht.

Auf dem Serena basieren außerdem die Lieferwagenmodelle Nissan Vanette E bzw. Vanette Cargo III, die ebenfalls in Spanien produziert wurden.

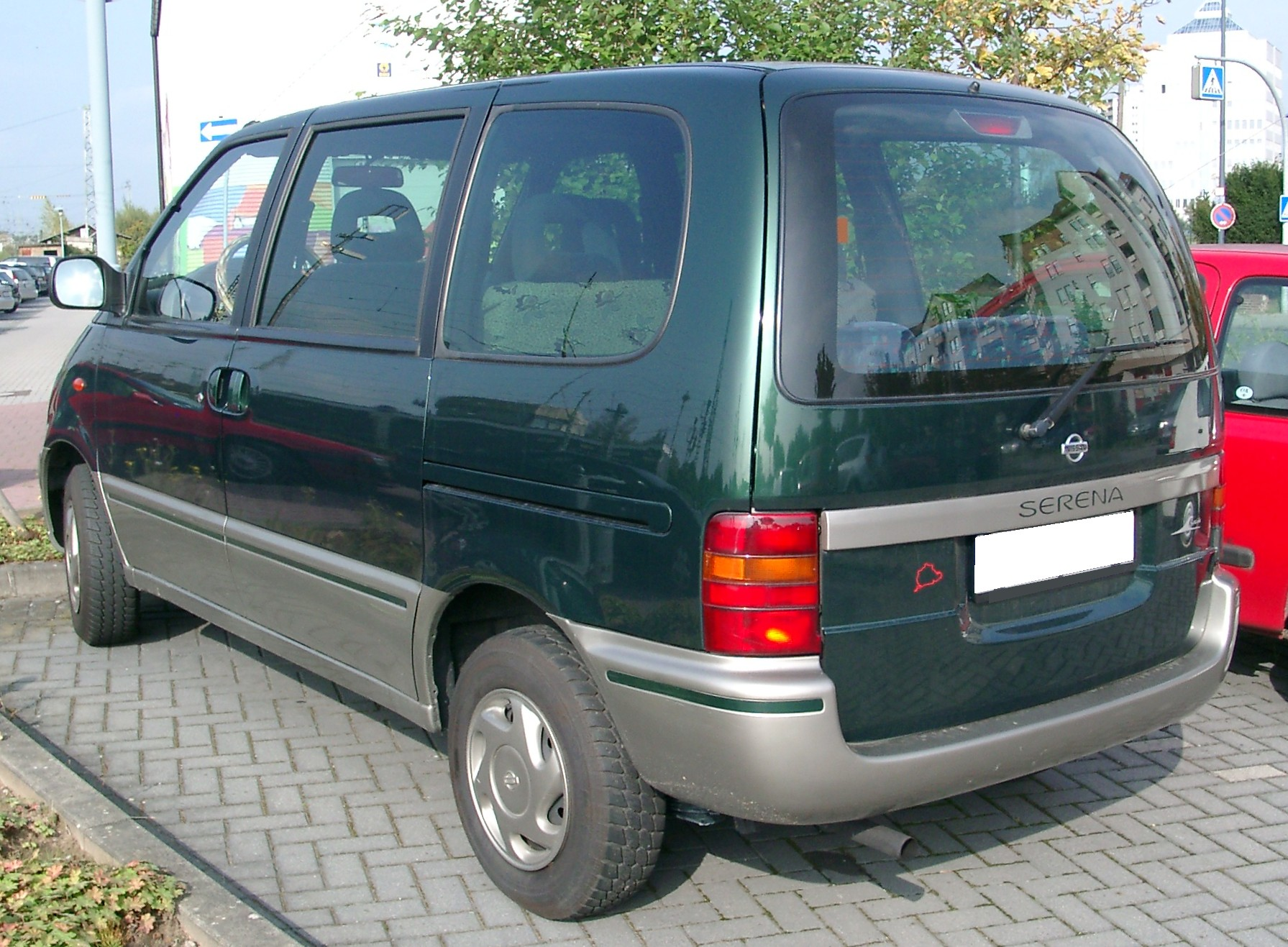
Heckansicht
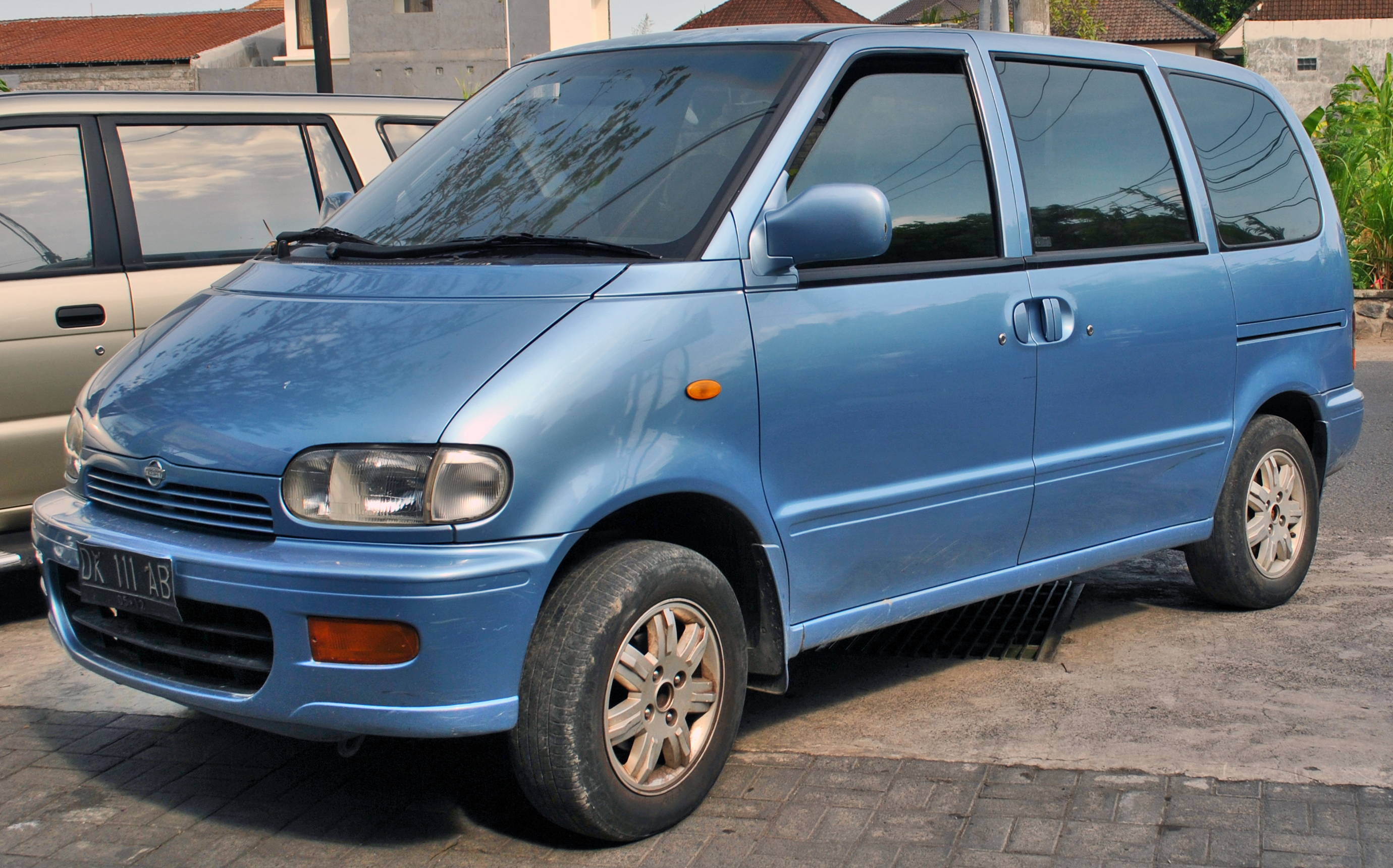
Japanisches Modell
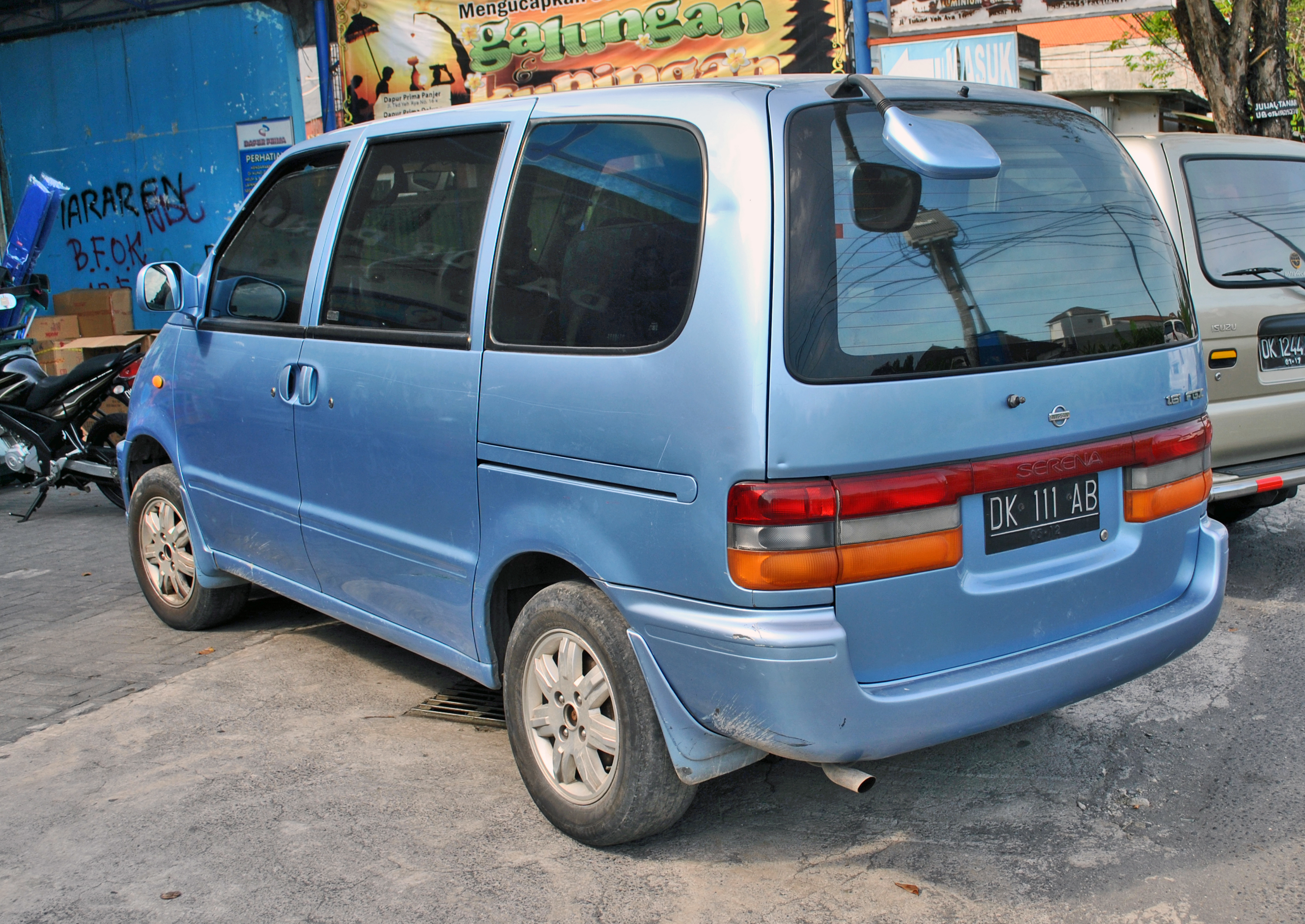
Heckansicht
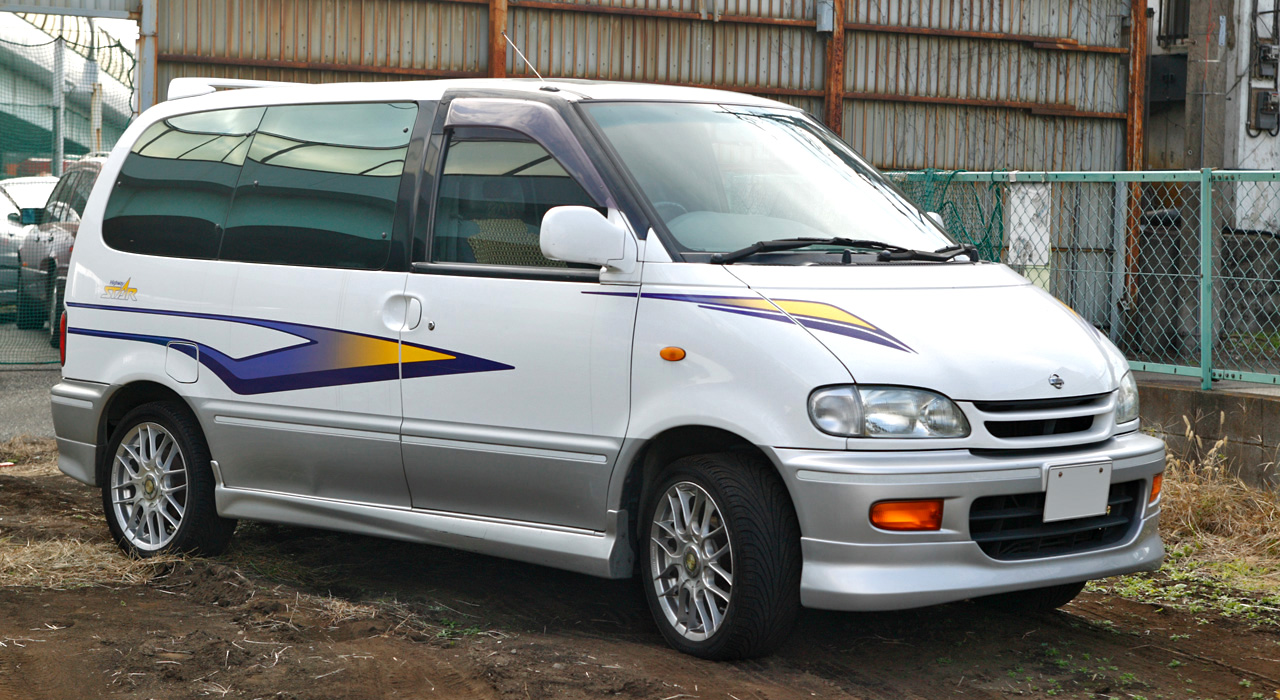
Nissan Serena Highway Star
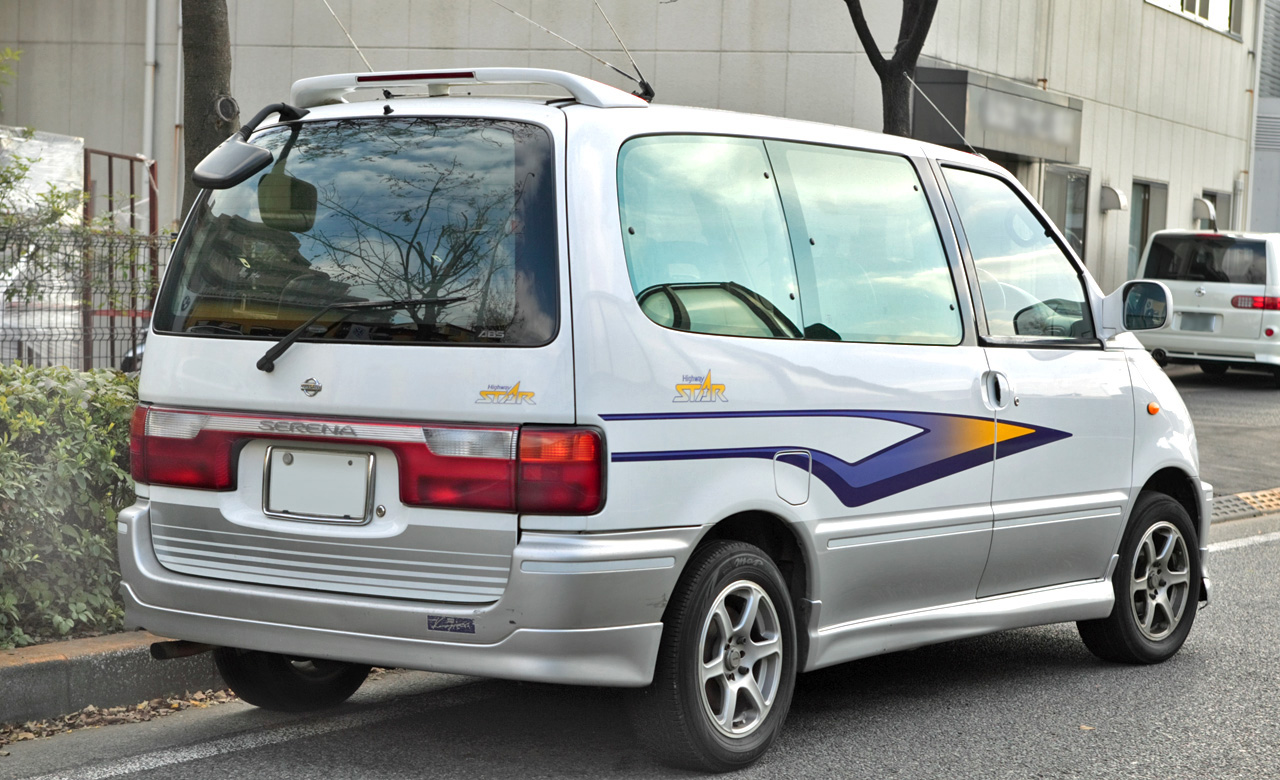
Heckansicht
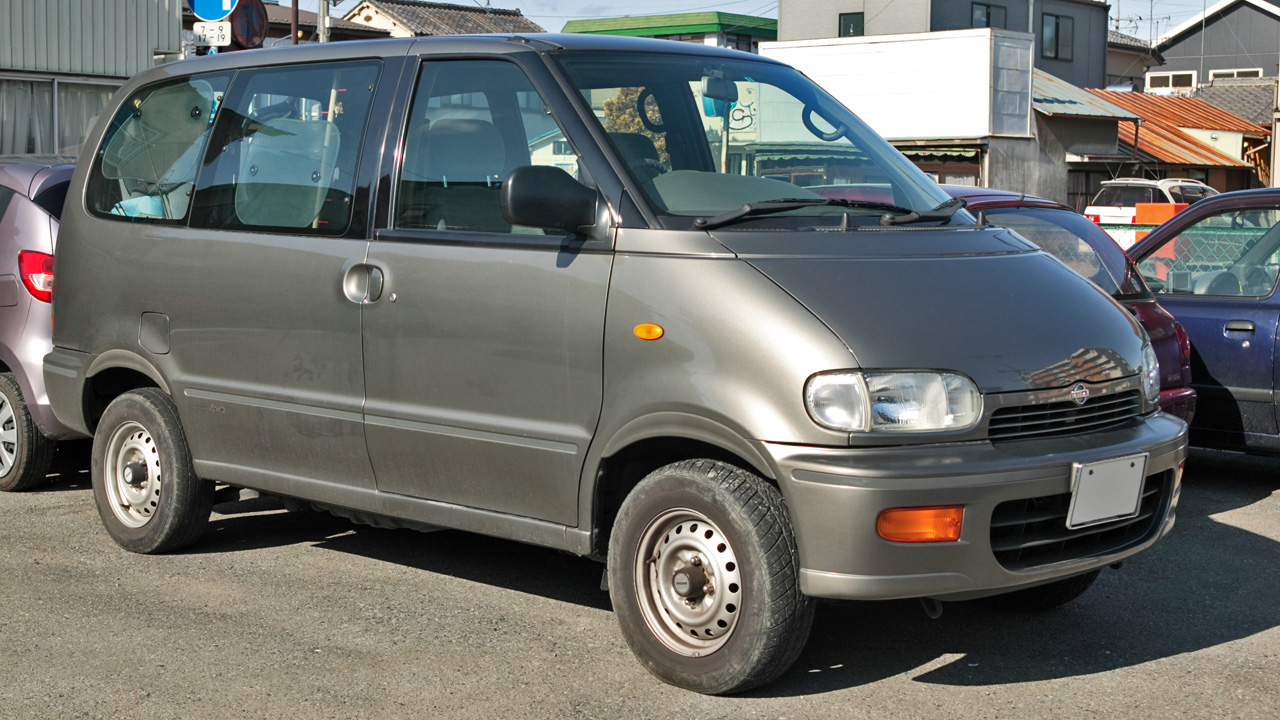
Serena C23 mit Allradantrieb für den japanischen Markt
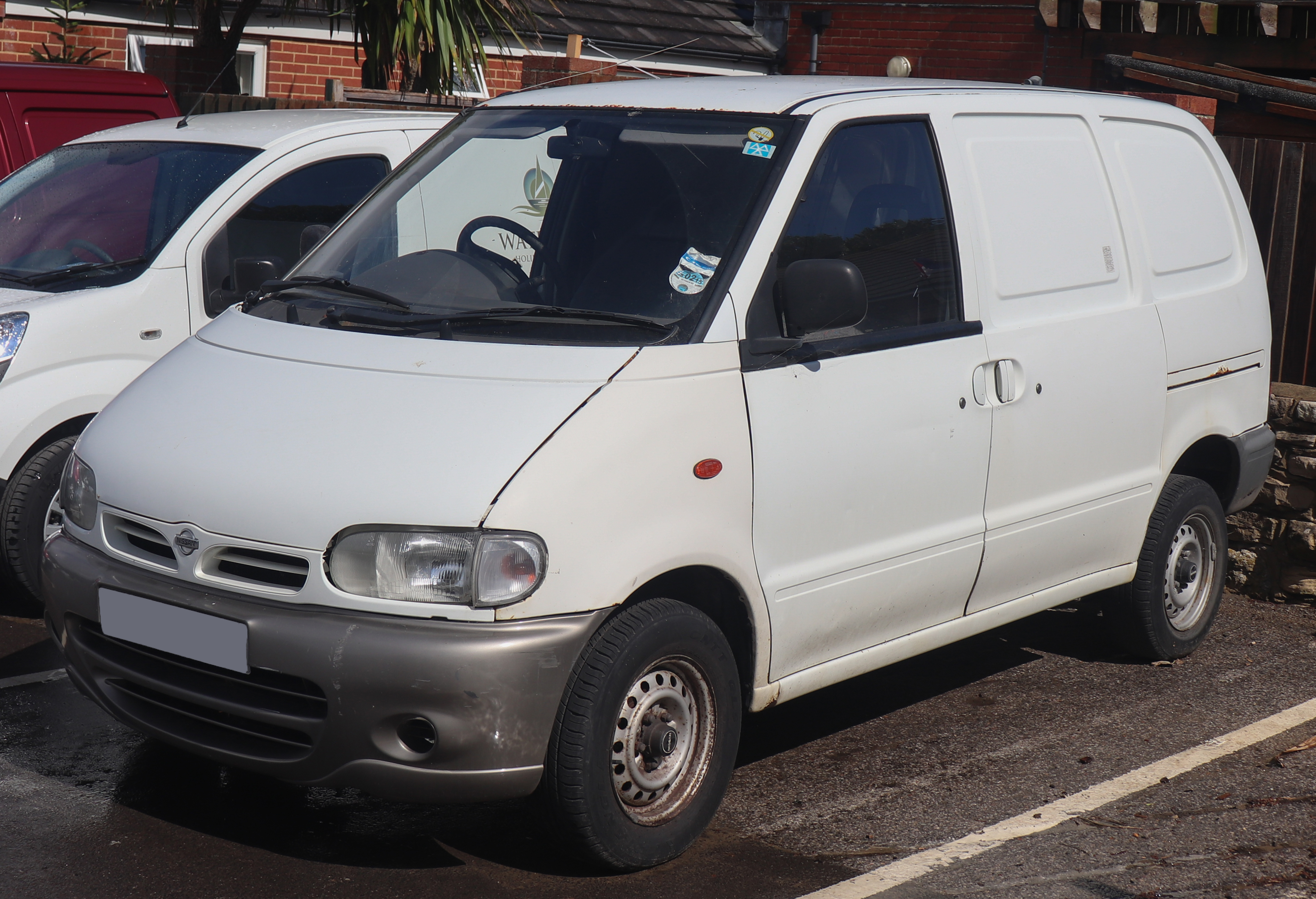
Nissan Vanette

| Sterne im Euro-NCAP-Crashtest |

## Serena C24 (1999–2005)
Der Nissan Serena C24 wurde ab Juni 1999 in Japan und anderen asiatischen Märkten angeboten.
Im Gegensatz zu seinem Vorgänger wurde der C24 mit Frontantrieb ausgestattet. Die Motoren wurden in Frontmotorbauweise vor der Vorderachse unter der Motorhaube positioniert und waren standardmäßig mit Vorderradantrieb kombiniert, allerdings war erneut ein optionaler Allradantrieb erhältlich. Darüber hinaus wurde nun auch ein neues CVT-Automatikgetriebe angeboten. Serienmäßig waren auch zwei seitliche Schiebetüren sowie eine Heckklappe und durch die gewachsene Länge der insgesamt größeren Karosserie waren nun auch neun Sitzplätze möglich. Der Komfort hatte sich mit einer umfangreichen Serienausstattung, die beispielsweise ein Navigationssystem, beheiz- und elektrisch einstellbare Außenspiegel, Zentralverriegelung und elektrische Fensterheber umfasste, weiter erhöht. Auf Wunsch konnten die Schiebetüren mit einem elektrischen Antrieb und einer damit verbundenen Steuerung per Fernbedienung ausgestattet werden.

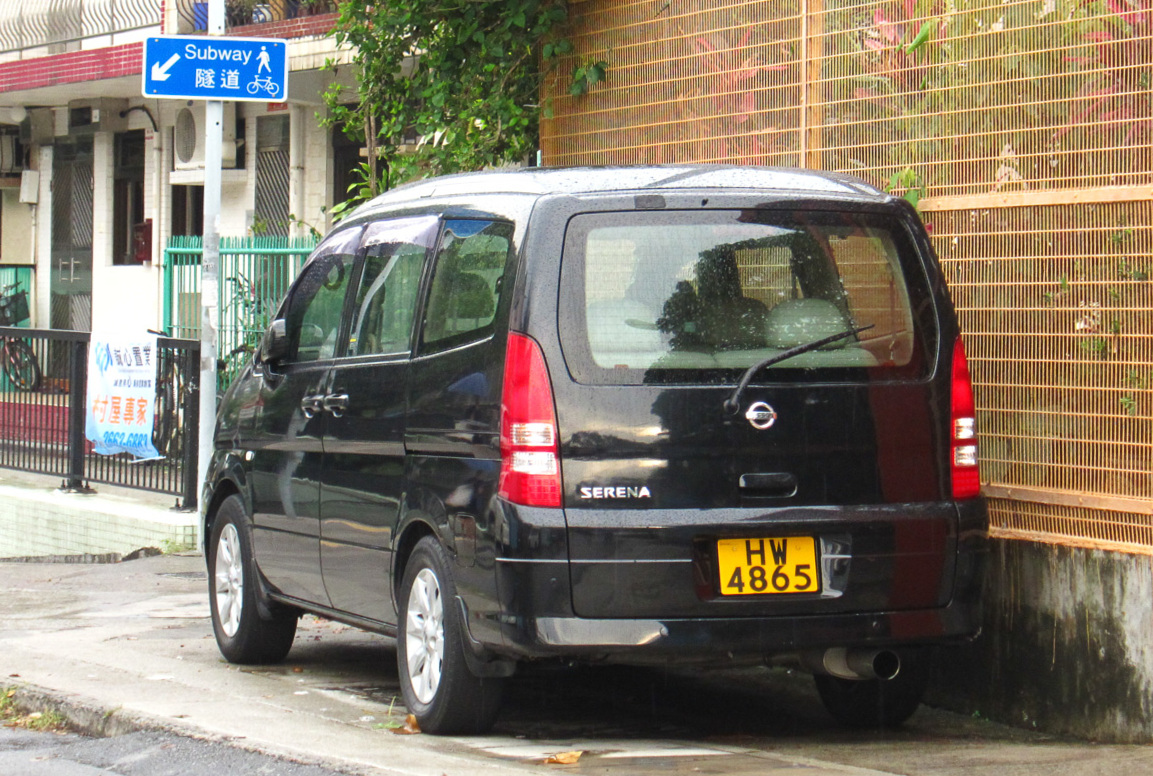
Heckansicht

Bereits 2002 waren über 500.000 Einheiten des C24 im Heimatmarkt Japan verkauft worden. Im Jahr 2003 wechselte die Produktion von der Aichi Machine Industry ins Nissan-Werk Nissan Motor Tochigi. Gleichzeitig wurde die Ausstattung um den intelligenten Schlüssel Keyless Go erweitert.
2005 endete die Produktion der C24-Generation in Japan. In Malaysia wird der C24 nach wie vor noch gebaut.

## Serena C25 (2005–2010)
2005 startete Nissan die Produktion der dritten Generation des Serena. Das neue Modell basierte gemeinsam wie der Nissan Lafesta auf der C-Plattform des Konzerns. Neben der Fertigung in Japan, von wo aus Fahrzeuge unter anderem nach Hongkong exportiert wurden, ermöglichte das Dongfeng Motor Corporation-Nissan Joint Venture eine lokale Produktion für China in der Stadt Zhengzhou (Provinz Henan).
Die Karosserie des C25 erhielt ein modernes, kantiges und sportliches Design. Auch die Verteilung der Glasflächen wurde dem neuen Stil angepasst, so liegen die vorderen Seitenscheiben noch unter dem Ansatz des Außenspiegels und die sich kurz vor der B-Säule durch eine leichte Rundung nach oben verengende seitliche Glasfläche unterstreicht das Styling des Fahrzeugs. Der Serena hat sich damit von seinem ursprünglichen Einsatzzweck als Arbeitstier abgesetzt und ist in die Klasse der in Japan so genannten Freizeitmodelle aufgestiegen. Auch bei vielen japanischen Tunern wurde die dritte Serena-Generation zu einem beliebten Objekt, um neue Kreationen einzubringen. Optional waren wieder CVT-Automatikgetriebe und ein verbessertes Allradantriebssystem erhältlich. Es waren nun serienmäßig vier Scheibenbremsen verbaut.
Im Dezember 2007 erfuhr der Serena C25 eine Modellpflege. Im Zuge dieser wurden ein neuer Kühlergrill, neue Außenspiegel und veränderte Scheinwerfer verbaut. Letztere wurden mit unten liegenden Lidern ausgestattet, um dem Serena nochmals ein etwas sportlicheres Aussehen zugutekommen zu lassen.
Von 2007 bis 2009 konnte sich der C25 drei Jahre in Folge den Titel als Japans meistverkaufter Van sichern. Im April 2010 waren auf dem japanischen Heimatmarkt eine Million Einheiten des Serena C25 verkauft worden.

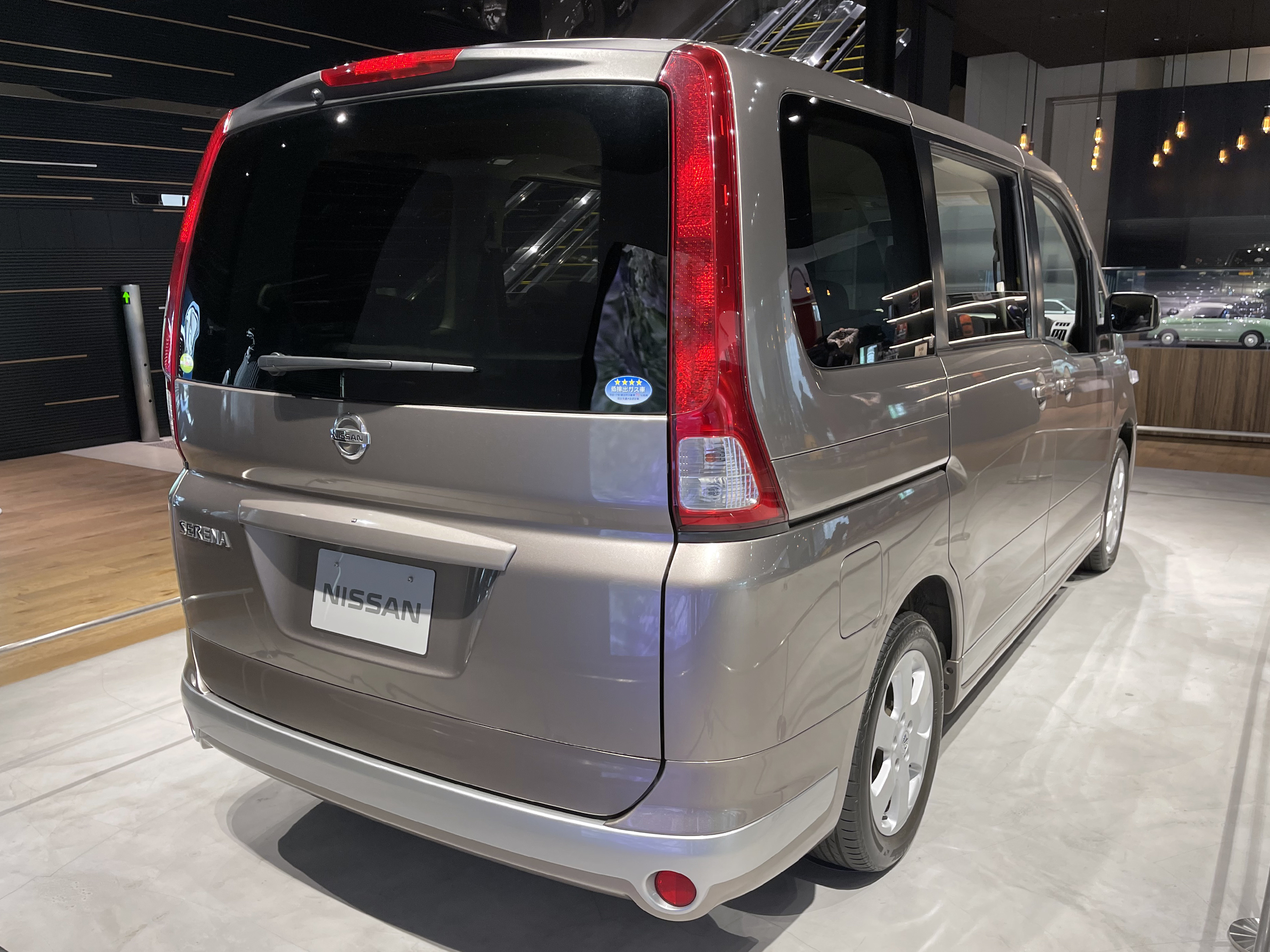
Heckansicht
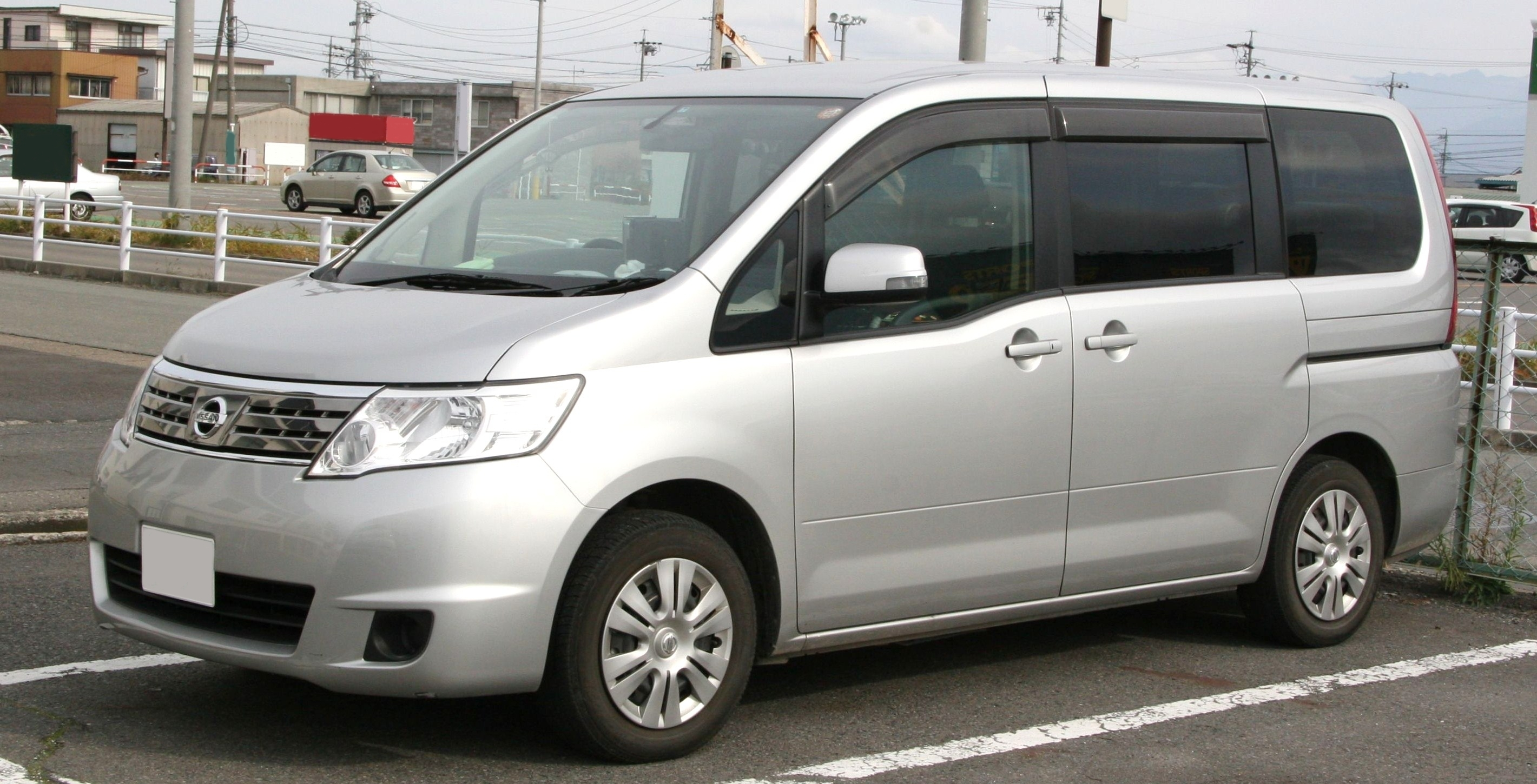
Nissan Serena C25 (2007–2010)

### Suzuki Landy SC25 (2007–2010)
Im Rahmen eines Joint Venture zwischen Nissan und Suzuki wurde vereinbart, dass der Suzuki Alto als Nissan Pixo gebaut wird. Im Gegenzug verpflichtete sich Nissan dazu, an Suzuki Vans zu liefern. Der Serena C25 kam daher im Januar 2007 als Suzuki Landy SC25 auf den Markt.

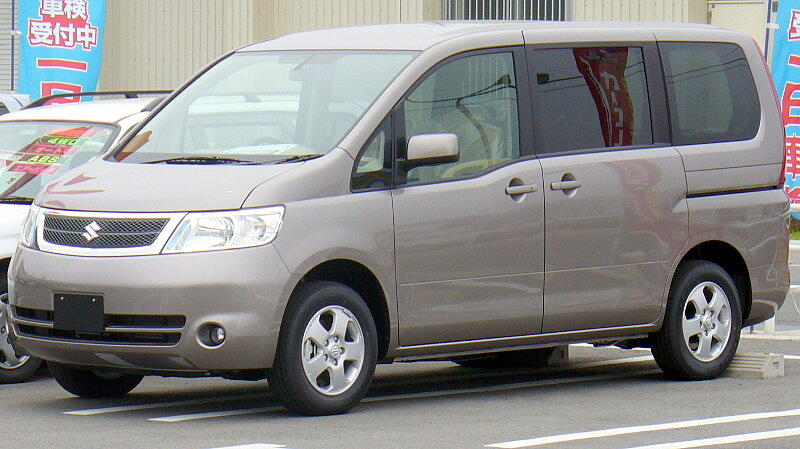
Suzuki Landy SC25 (2007)
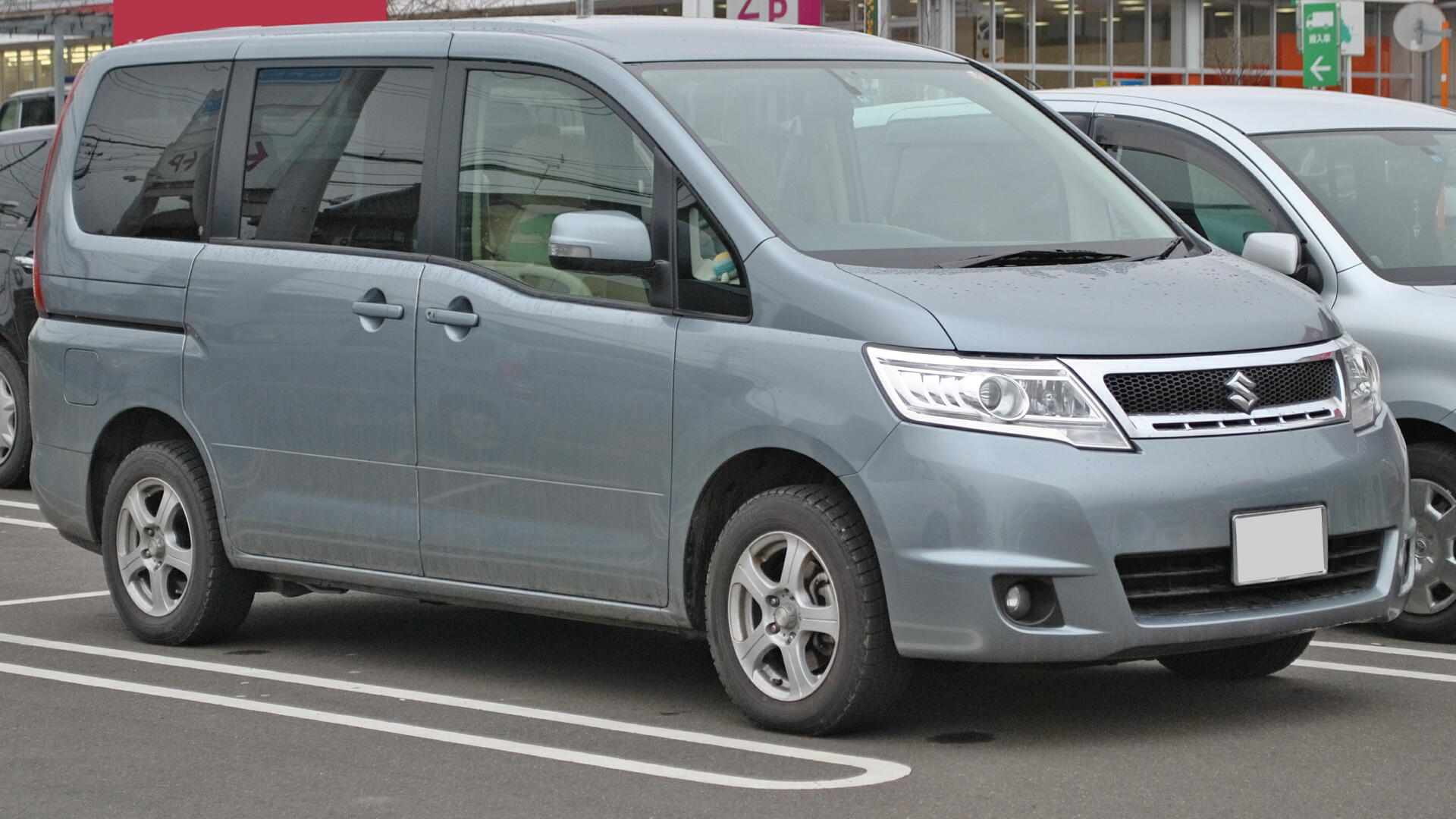
Suzuki Landy SC25 (2008–2010)

## Serena C26 (2010–2016)
Ab dem 29. November 2010 wurde die vierte Generation des Serena in Japan verkauft.
Das Design des C26 orientiert sich stark am Vorgänger, was sich insbesondere durch das Beibehalten der markanten Seitenlinie zeigt. Dennoch konnte trotz nur gering veränderter Formgebung der Luftwiderstand um ca. acht Prozent gesenkt werden. Es sind drei Ausstattungslinien erhältlich, die alle serienmäßig über Schiebetüren mit elektrischem Antrieb verfügen. Die Basisvarianten G, S und X sowie eine vom Nissan-Veredler Autech Japan modifizierte Version als Serena Rider. Der seit Verkaufsstart erhältliche 2,0-Liter Benzin-Direkteinspritzer ist mit Vorderrad- oder Allradantrieb kombinierbar, wobei bei letzterer Variante Leistung sowie Drehmoment des Triebwerks minimal geringer sind. Besonders umweltfreundlich ausgelegt, verfügt der Ottomotor je nach Ausstattung über ein Start-Stopp-System. Eine Besonderheit dieses Systems ist der sogenannte ECO-Motor, der die Funktion von Lichtmaschine sowie Anlasser übernimmt und ein kürzeres sowie leiseres Starten des Verbrennungsmotors erlaubt. Als Getriebe dient eine stufenlose CVT-Automatik.
Im Februar 2011 wurde das Topmodell „Highway Star“ eingeführt. Diese Ausstattungsvariante verfügt über Xenon-Scheinwerfer und automatisches Abblendlicht mit Niveauregulierung. Die Schiebetür öffnet sich automatisch per One-Touch-Funktion (mit Einklemmschutz-Mechanik).
In der Zulassungsstatistik von Japan belegte der Serena im Jahr 2011 Platz vier.

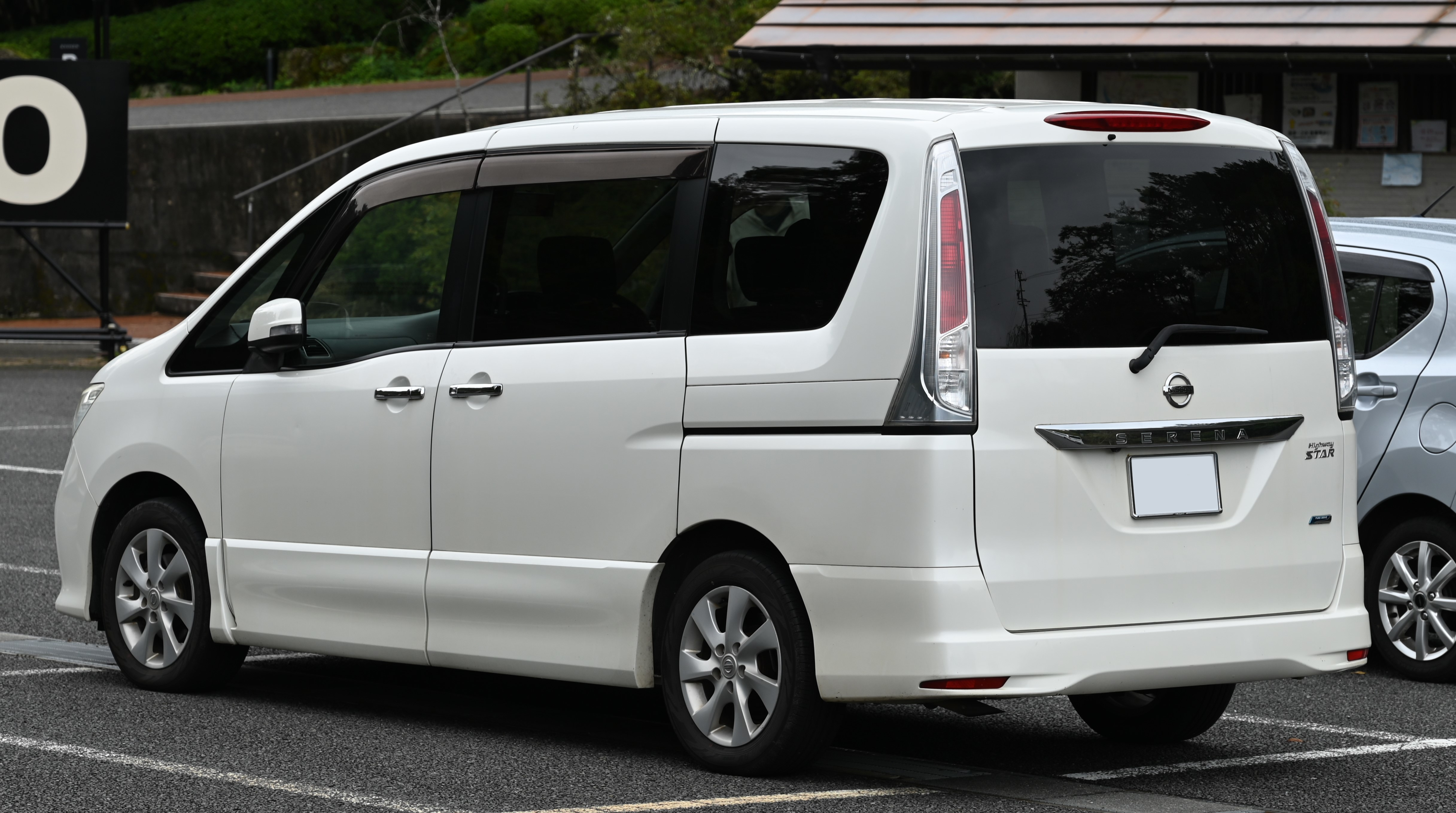
Heckansicht
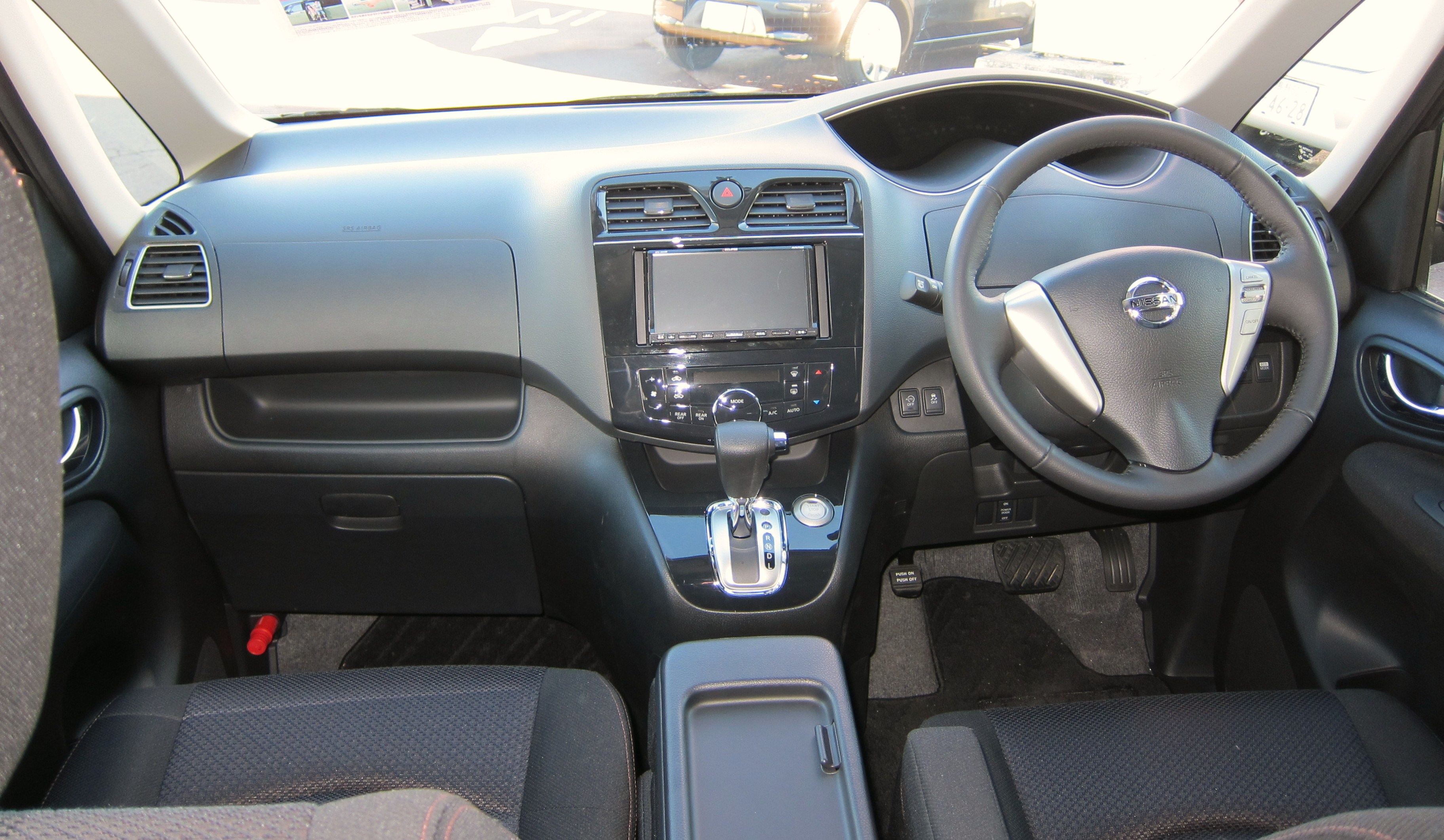
Interieur

| Technische Daten Nissan Serena seit 2010 |                                        |                                        |
| Nissan Serena C26                        | 2.0                                    | 2.0                                    |
| Bauzeitraum:                             | seit 11/2010                           | seit 11/2010                           |
| Motortyp:                                | Vierzylinder-Ottomotor in Reihenbauart | Vierzylinder-Ottomotor in Reihenbauart |
| Hubraum:                                 | 1997 cm³                               | 1997 cm³                               |
| Motorkenncode:                           | MR20DD                                 | MR20DD                                 |
| Bohrung × Hub:                           | 84,0 × 90,1 mm                         | 84,0 × 90,1 mm                         |
| max. Leistung bei min−1:                 | 108 kW (147 PS)/5600                   | 106 kW (144 PS)/5600                   |
| max. Drehmoment bei min−1:               | 210 Nm/4400                            | 207 Nm/4400                            |
| Verdichtung:                             | 11,2:1                                 | 11,2:1                                 |
| Gemischaufbereitung:                     | Elektronische Direkteinspritzung       | Elektronische Direkteinspritzung       |
| Ventilsteuerung:                         | DOHC                                   | DOHC                                   |
| Antriebsart:                             | Vorderradantrieb                       | Allradantrieb                          |
| Getriebe:                                | Stufenloses Automatikgetriebe          | Stufenloses Automatikgetriebe          |

### Suzuki Landy SC26 (2010–2016)
Im Dezember 2010 startete die Produktion des Suzuki Landy SC26, der auf dem Serena C26 basiert.

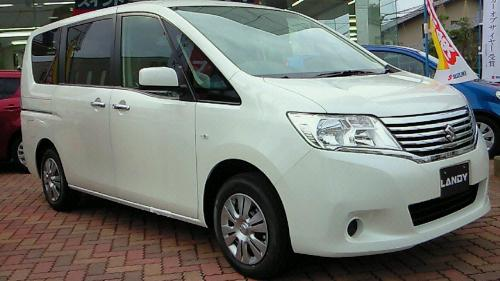
Suzuki Landy SC26

## Serena C27 (2016–2022)
Die fünfte Generation wurde am 6. Juli 2016 vorgestellt und wurde in Japan ab dem 24. August 2016 verkauft. Auch auf weiteren asiatischen Märkten wurde das Fahrzeug angeboten. Auf dem japanischen Markt war außerdem noch eine Nismo-Variante im Handel, die sich jedoch nur optisch vom Serienmodell unterscheidet.

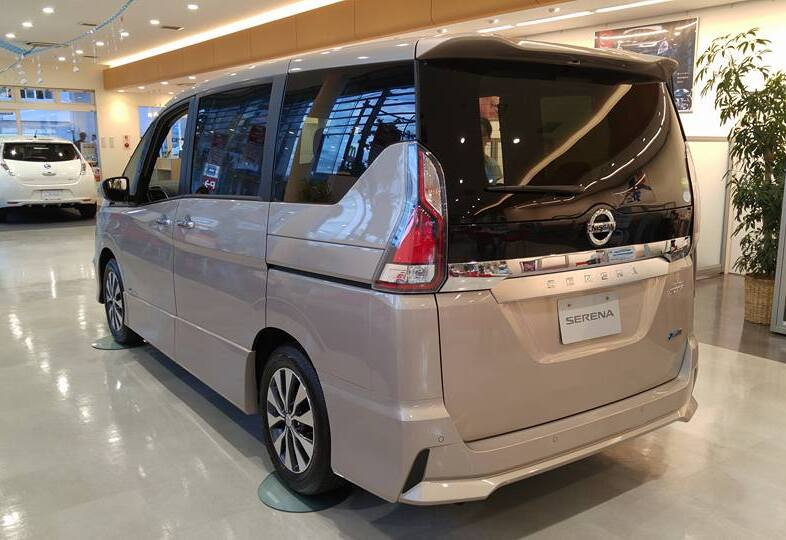
Heckansicht
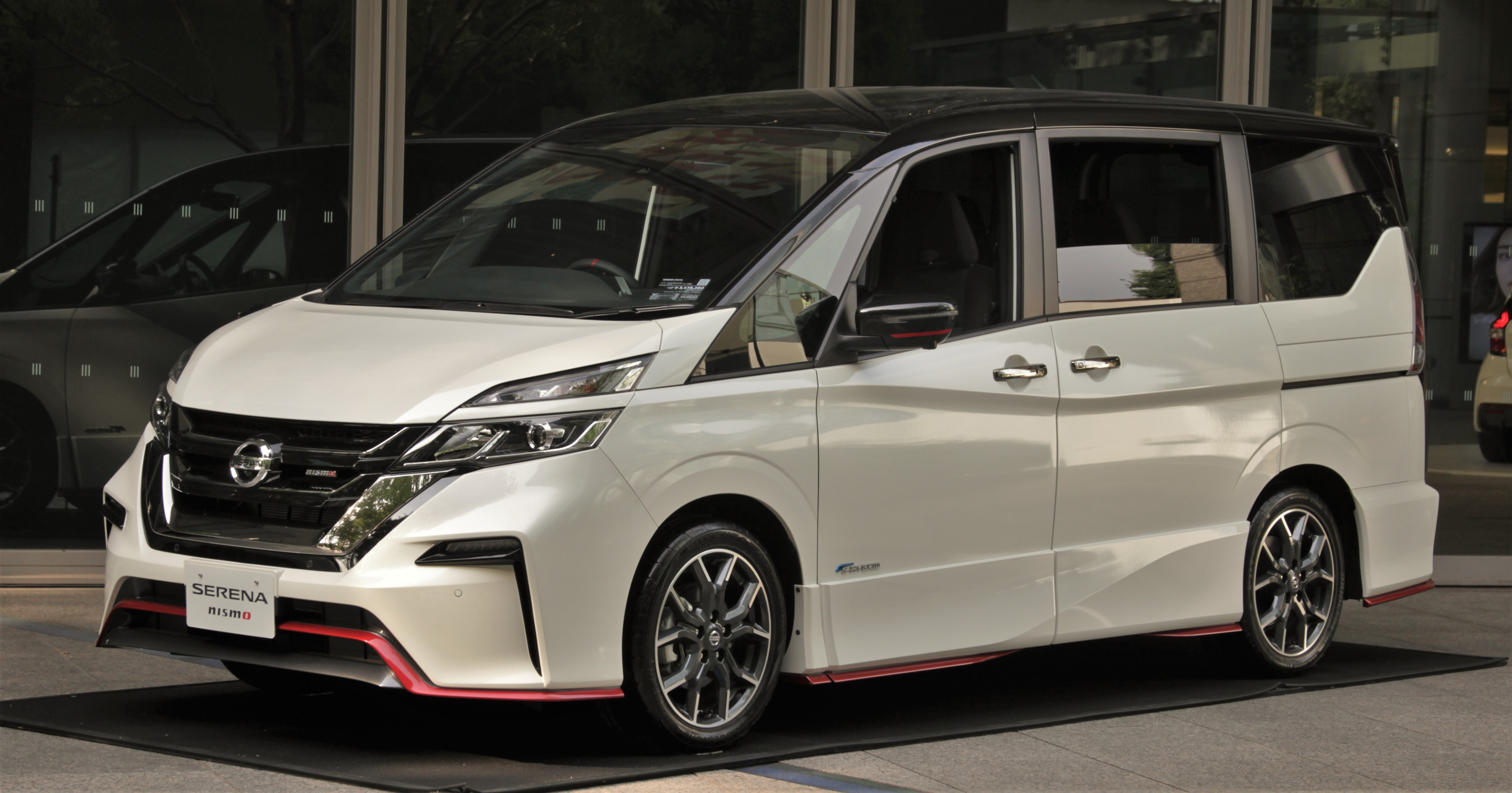
Nissan Serena Nismo

### Suzuki Landy SC27 (2016–2022)
Im Dezember 2016 präsentierte Suzuki den Landy SC27, der auf dem Serena C27 basiert. Im Juli 2022 präsentierte Suzuki einen neuen Landy. Fortan teilt er sich die Technik mit dem Toyota Noah.

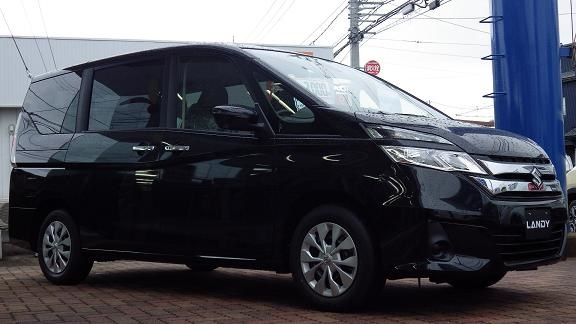
Suzuki Landy SC27

## Serena C28 (seit 2022)

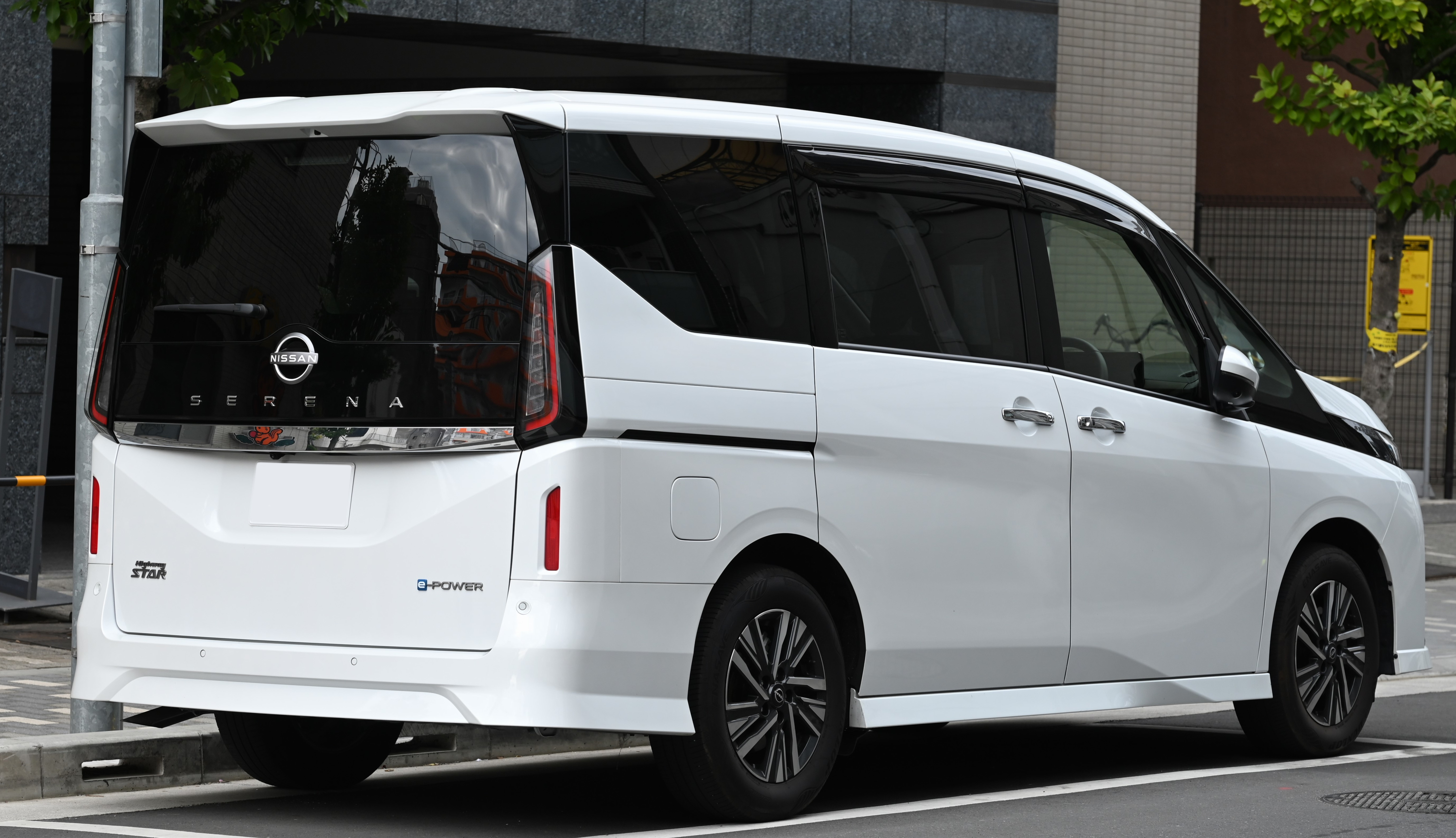
Heckansicht

Die sechste Generation der Baureihe wurde am 28. November 2022 vorgestellt.
Das 4,69 bis 4,77 m lange Fahrzeug hat einen Radstand von 2,87 m und wird mit acht, als Spitzenmodell Luxion mit sieben, Sitzen sowie mit Vorderrad- und Allradantrieb angeboten. Der Siebensitzer hat in der zweiten Reihe statt drei Sitzen zwei komfortable „Captain Chairs“ mit wegklappbaren Tischen.

### Motortechnik
Beim 2,0-Liter-Ottomotor handelt es sich um den schon im Serena C26 verwendeten Vierzylinder-Saugmotor mit 16 Ventilen und einem Drehmoment von 200 Nm bei 4400/min (Motorbezeichnung MR20DD). Er ist wieder mit einem stufenlosen CVT-Getriebe kombiniert. Im sogenannten e-Power-Layout wird mit einem 1,4-Liter-Dreizylindermotor die Energie für den elektrischen Antriebsmotor gewonnen; der Dreizylinder hat ein Drehmoment von 123 Nm, der Elektromotor von 315 Nm.

### Fahrwerk
Vorn hat der Serena C28 MacPherson-Federbeine, hinten eine Torsionsachse.